# Базиліка Костянтина
49°45′12″ пн. ш. 6°38′36″ сх. д. / 49.753333333333° пн. ш. 6.6433333333333° сх. д.

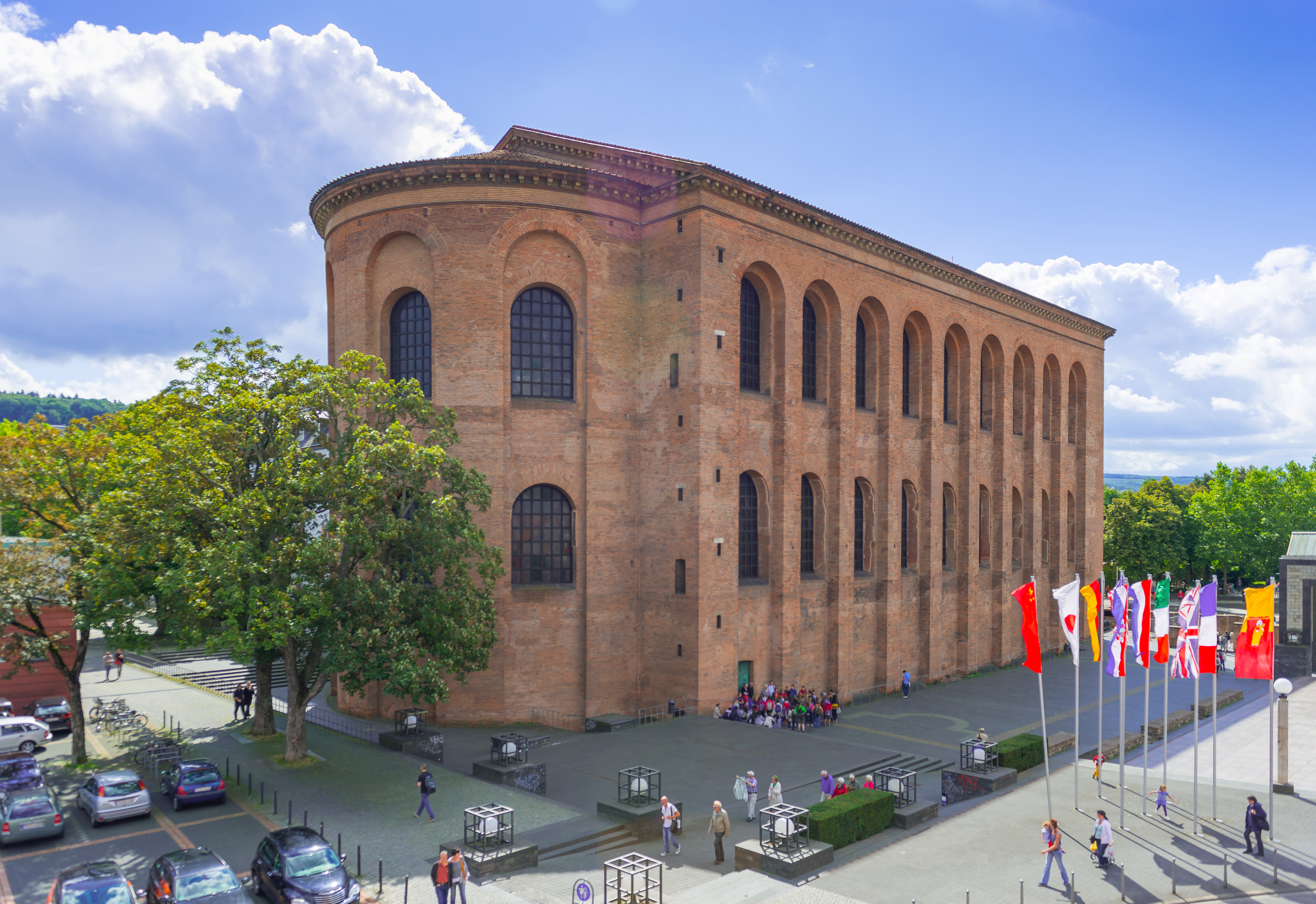
Базиліка з Костянтинівською площею 2014 — вид з північного заходу

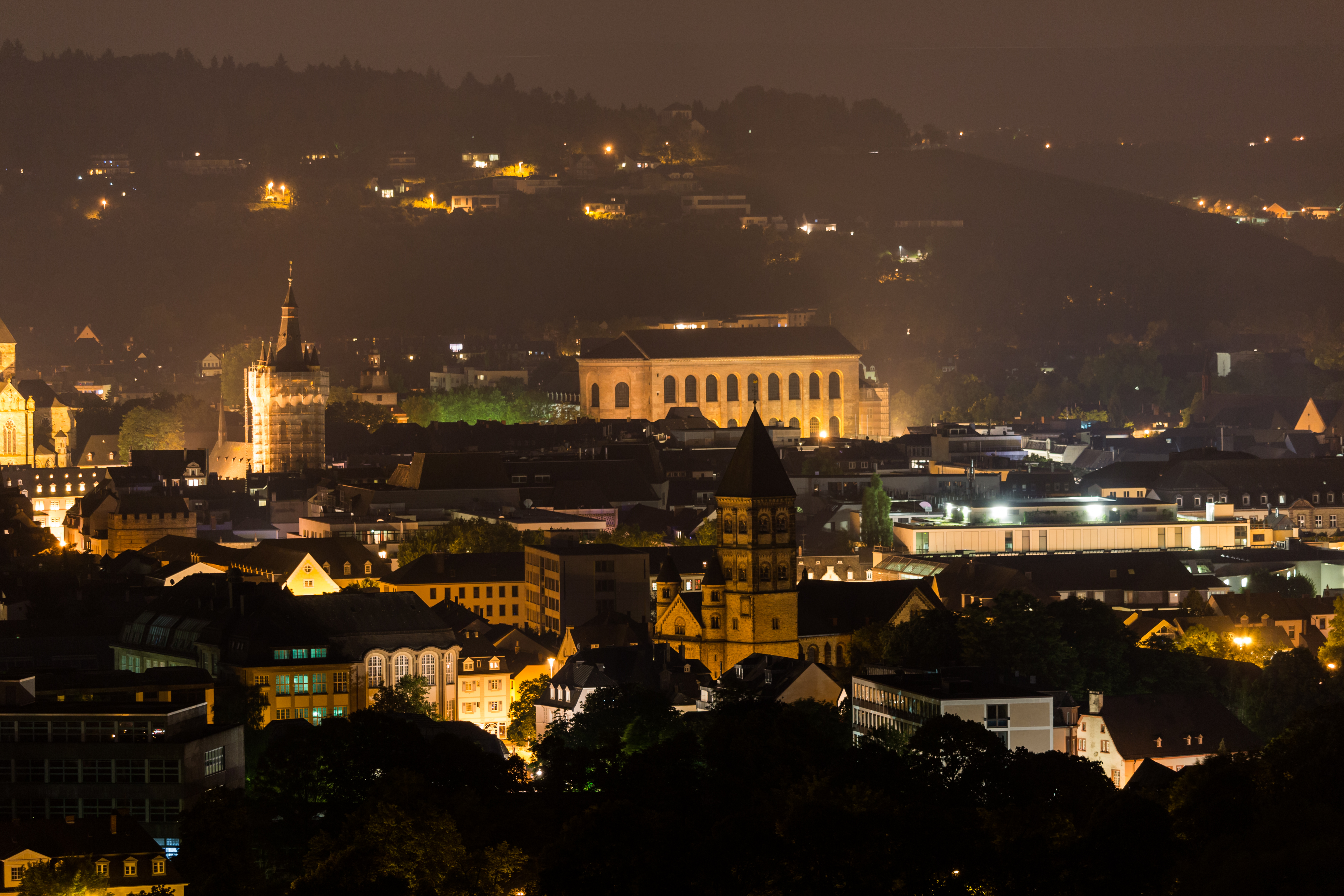
Базиліка з Маріїної колони

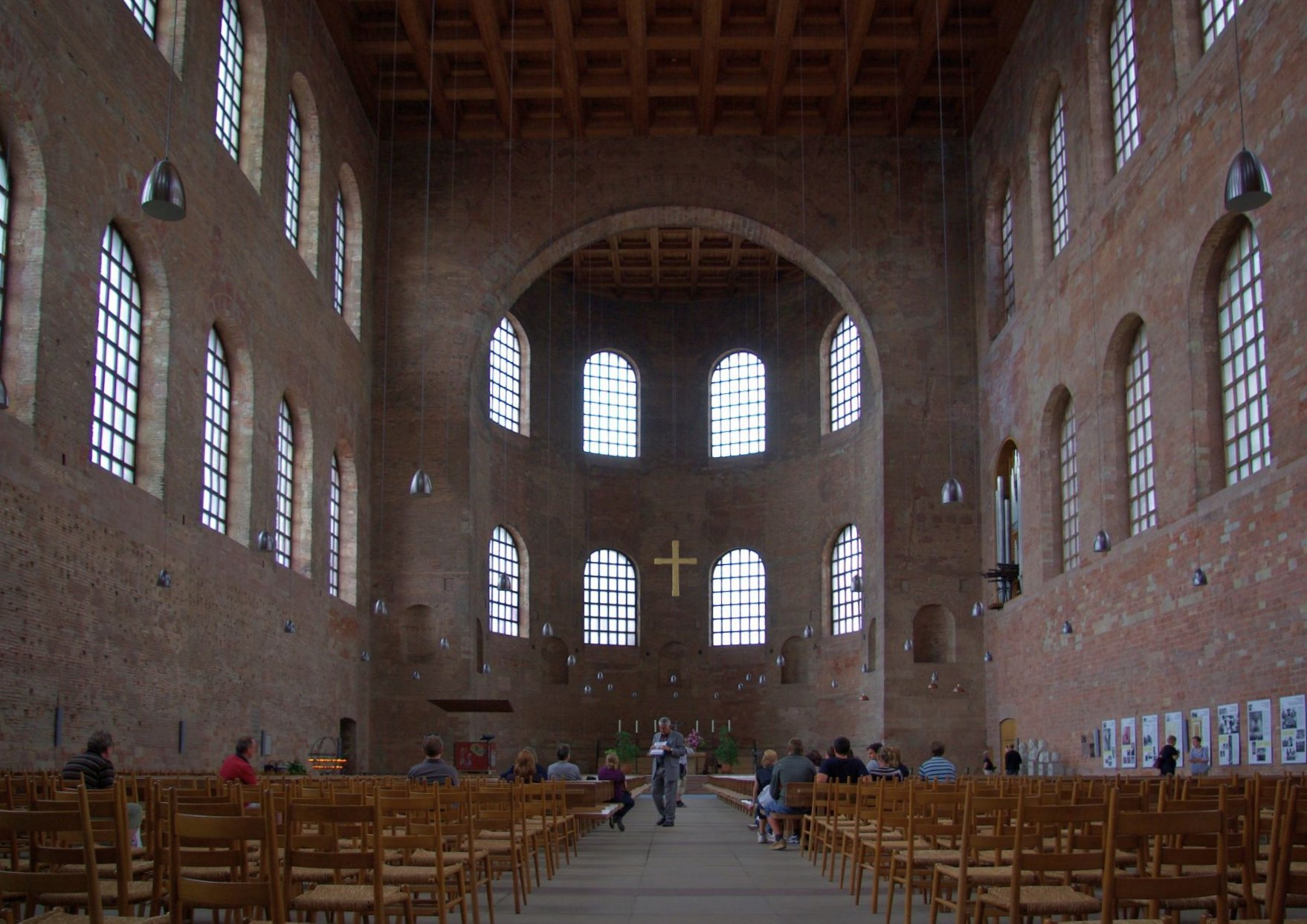
Сьогоднішній інтер'єр (північна сторона)

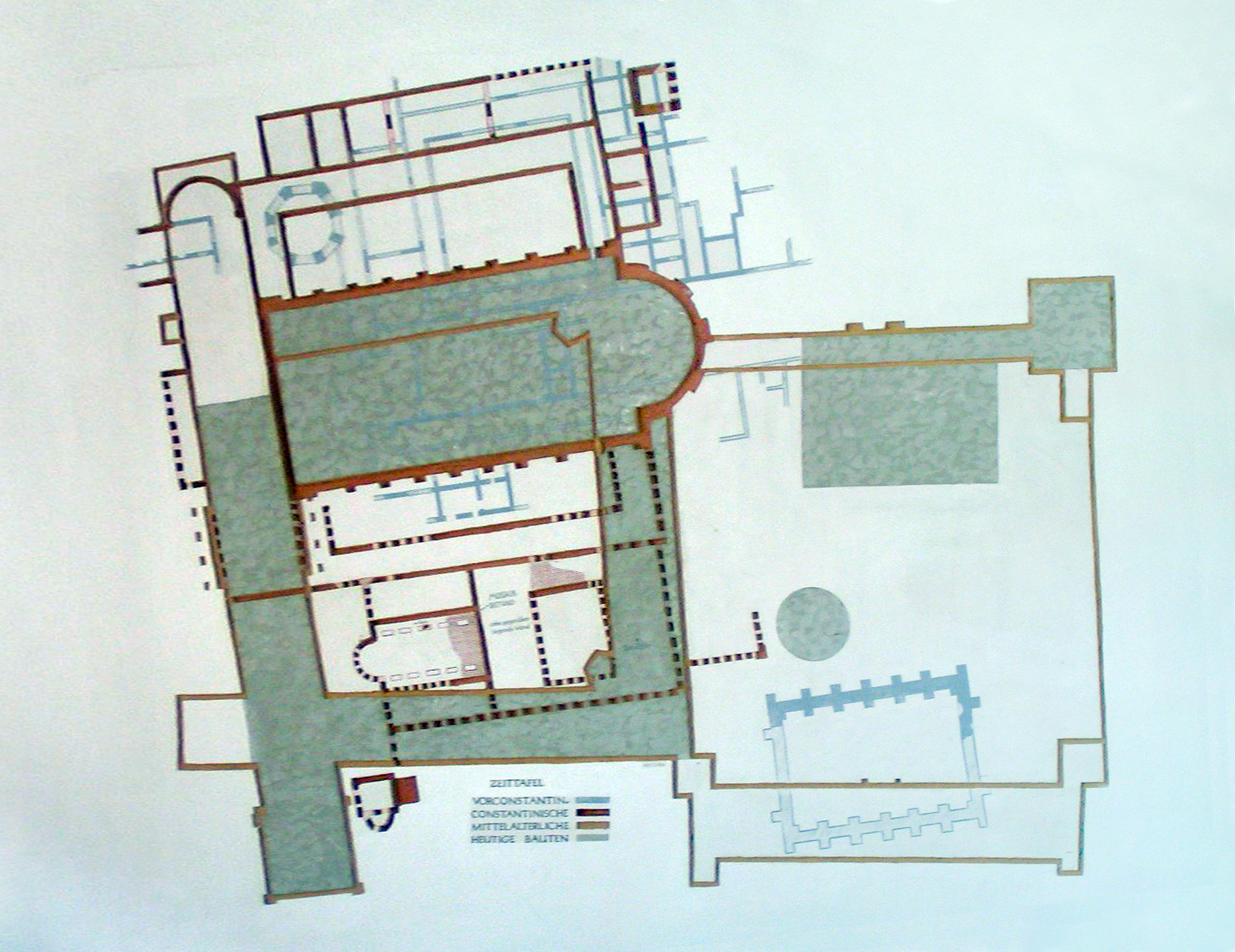
План Курфюрстського палацу і базиліки

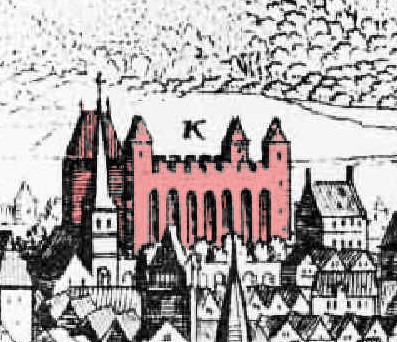
Базиліка (гравюра 1648 року, що, ймовірно, показує його старіший вигляд 1548-1550 рр.)

Базиліка Костянтина (нім. Konstantinbasilika, лат. Aula Palatina) або Євангельська церква Спасителя (нім. Evangelische Kirche zum Erlöser) — римська базиліка в Трірі, збудована імператором Костянтином (306—337 рр. н. е.) на початку IV століття. 
Нині вона використовується під назвою «Церква Спасителя» і належить громаді Євангелічної церкви Рейнської області. Базиліка містить найпросторіший зал з-поміж збережених із часів античності та входить до списку Всесвітньої спадщини ЮНЕСКО. Зал завдовжки 67 м, завширшки 26,05 м та заввишки 33 м. Базиліка є частиною об'єкту Світової спадщини ЮНЕСКО «Давньоримські пам'ятки, кафедральний собор Св. Петра і церква Богоматері в Трірі».
Аулу Палатіну побудовано близько 310 р. н.е. як частину палацового комплексу. Спочатку вона була не окремо поставленим будинком, а мала й інші дрібніші будівлі (такі як аванзал, вестибюль і деякі господарські споруди), закріплені за нею. Аула була оснащена системою опалення підлоги і стін (гіпокауст). 
За Середньовіччя вона використовувалася як резиденція Трірських єпископів католицької церкви. Для цього абсиду було перероблено на житлове приміщення, а до верхньої частини його стін було додано пінаклі. У XVII столітті архієпископ Лотар фон Меттерніх просто біля аули збудував свій палац, а після включення її до свого палацу було зроблено деяке суттєве переобладнання при Карлі Каспарі фон дер Лейєні. Пізніше в XIX столітті король Пруссії Фрідріх-Вільгельм IV замовив відновлення будівлі в її початковому римському стані, що було зроблено під керівництвом військового архітектора Карла Шніцлера. У 1856 році Базиліка Костянтина стала протестантською церквою. У 1944 році будівля згоріла через бомбові нальоти союзних військ під час Другої світової війни. Коли після війни її було відбудовано, історичні внутрішні оздоби з XIX століття реконструйовано не було, так що цегляні стіни видно зсередини також.